# Sphenopus
Sphenopus es un género de plantas herbáceas perteneciente a la familia de las poáceas. Es originario de la región del Mediterráneo hasta el oeste de Asia.

## Descripción
Son planta anuales. Hojas con vainas de márgenes libres; lígula membranosa; limbo plano o convoluto y filiforme. Inflorescencia en panícula muy laxa, con ramas patentes, divaricadas. Espiguillas comprimidas lateralmente, con 2-5 flores hermafroditas, o a veces la superior estéril; raquilla glabra o ligeramente escábrida, desarticulándose en la madurez. Glumas 2, muy desiguales, membranosas, más cortas que las flores; la inferior poco conspicua, sin nervios; la superior con 1-3 nervios, rara vez sin nervios. Lema más o menos membranosa, trinervada. Pálea membranosa, con 2 quillas. Androceo con 3 estambres. Ovario glabro. Cariopsis oblongoidea, glabra.

## Taxonomía
El género fue descrito por Carl Bernhard von Trinius y publicado en Fundamenta Agrostographiae 135. 1820. La especie tipo es: Sphenopus gouanii Trin. 
Etimología
El nombre del género deriva de las palabras griegas sphen (cuña) y pous (pie), en referencia a los pedicelos distales engrosados.
Citología
Tiene un número de cromosomas de: x = 6 y 7. 2n = 12 y 24. 2 y 4 ploidias. Cromosomas ‘grandes’.

## Especies
- Sphenopus divaricatus
- Sphenopus ehrenbergii[4][5]